# Ancistrocladus robertsoniorum
Ancistrocladus robertsoniorum är en tvåhjärtbladig växtart som beskrevs av J.Leonard. Ancistrocladus robertsoniorum ingår i släktet Ancistrocladus och familjen Ancistrocladaceae. Inga underarter finns listade i Catalogue of Life.